# Vòng loại Giải vô địch bóng đá châu Âu 2008 (Bảng B)
Dưới đây là kết quả các trận đấu trong khuôn khổ bảng B - vòng loại Giải vô địch bóng đá châu Âu 2008. 7 đội bóng châu Âu thi đấu trong hai năm 2006 và 2007, theo thể thức lượt đi-lượt về, vòng tròn tính điểm, lấy hai đội đầu bảng tham gia vòng chung kết Euro 2008. Kết thúc vòng loại, hai đội Ý và Pháp giành quyền tới Áo và Thụy Sĩ.

## Bảng xếp hạng
| VT | Đội            | ST | T | H | B  | BT | BB | HS  | Đ  | Giành quyền tham dự                |     | Ý   | Pháp | Scotland | Ukraina | Litva | Gruzia | Quần đảo Faroe |
| -- | -------------- | -- | - | - | -- | -- | -- | --- | -- | ---------------------------------- | --- | --- | ---- | -------- | ------- | ----- | ------ | -------------- |
| 1  | Ý              | 12 | 9 | 2 | 1  | 22 | 9  | +13 | 29 | Giành quyền tham dự vòng chung kết |     | —   | 0–0  | 2–0      | 2–0     | 1–1   | 2–0    | 3–1            |
| 2  | Pháp           | 12 | 8 | 2 | 2  | 25 | 5  | +20 | 26 | Giành quyền tham dự vòng chung kết |     | 3–1 | —    | 0–1      | 2–0     | 2–0   | 1–0    | 5–0            |
| 3  | Scotland       | 12 | 8 | 0 | 4  | 21 | 12 | +9  | 24 |                                    |     | 1–2 | 1–0  | —        | 3–1     | 3–1   | 2–1    | 6–0            |
| 4  | Ukraina        | 12 | 5 | 2 | 5  | 18 | 16 | +2  | 17 |                                    | 1–2 | 2–2 | 2–0  | —        | 1–0     | 3–2   | 5–0    |                |
| 5  | Litva          | 12 | 5 | 1 | 6  | 11 | 13 | −2  | 16 |                                    | 0–2 | 0–1 | 1–2  | 2–0      | —       | 1–0   | 2–1    |                |
| 6  | Gruzia         | 12 | 3 | 1 | 8  | 16 | 19 | −3  | 10 |                                    | 1–3 | 0–3 | 2–0  | 1–1      | 0–2     | —     | 3–1    |                |
| 7  | Quần đảo Faroe | 12 | 0 | 0 | 12 | 4  | 43 | −39 | 0  |                                    | 1–2 | 0–6 | 0–2  | 0–2      | 0–1     | 0–6   | —      |                |

## Các trận đấu
Giờ thi đấu tính theo giờ địa phương
| Quần đảo Faroe | 0–6      | Gruzia                                                                          |
| -------------- | -------- | ------------------------------------------------------------------------------- |
|                | Chi tiết | - Mujiri 16' - Iashvili 18' - Arveladze 37', 62', 82' - Kobiashvili 51' (ph.đ.) |

| Scotland                                                                                 | 6–0      | Quần đảo Faroe |
| ---------------------------------------------------------------------------------------- | -------- | -------------- |
| - Fletcher 7' - McFadden 10' - Boyd 24' (ph.đ.), 38' - Miller 30' (ph.đ.) - O'Connor 85' | Chi tiết |                |

| Gruzia | 0–3      | Pháp                                          |
| ------ | -------- | --------------------------------------------- |
|        | Chi tiết | - Malouda 7' - Saha 15' - Asatiani 47' (l.n.) |

| Ý           | 1–1      | Litva            |
| ----------- | -------- | ---------------- |
| Inzaghi 30' | Chi tiết | Danilevičius 21' |

| Ukraina                                  | 3–2      | Gruzia                           |
| ---------------------------------------- | -------- | -------------------------------- |
| - Shevchenko 31' - Rotan 61' - Rusol 80' | Chi tiết | - Arveladze 38' - Demetradze 60' |

| Litva         | 1–2      | Scotland                  |
| ------------- | -------- | ------------------------- |
| - Miceika 85' | Chi tiết | - Dailly 46' - Miller 62' |

| Pháp                        | 3–1      | Ý               |
| --------------------------- | -------- | --------------- |
| - Govou 2', 55' - Henry 18' | Chi tiết | - Gilardino 20' |

| Quần đảo Faroe | 0–1      | Litva      |
| -------------- | -------- | ---------- |
|                | Chi tiết | Skerla 89' |

| Scotland     | 1–0      | Pháp |
| ------------ | -------- | ---- |
| Caldwell 67' | Chi tiết |      |

| Ý                             | 2–0      | Ukraina |
| ----------------------------- | -------- | ------- |
| - Oddo 71' (ph.đ.) - Toni 79' | Chi tiết |         |

| Ukraina                               | 2–0      | Scotland |
| ------------------------------------- | -------- | -------- |
| - Kucher 60' - Shevchenko 90' (ph.đ.) | Chi tiết |          |

| Gruzia              | 1–3      | Ý                                              |
| ------------------- | -------- | ---------------------------------------------- |
| - Shashiashvili 26' | Chi tiết | - De Rossi 18' - Camoranesi 63' - Perrotta 71' |

| Pháp                                                    | 5–0      | Quần đảo Faroe |
| ------------------------------------------------------- | -------- | -------------- |
| - Saha 1' - Henry 22' - Anelka 77' - Trezeguet 78', 84' | Chi tiết |                |

| Scotland                 | 2–1      | Gruzia          |
| ------------------------ | -------- | --------------- |
| - Boyd 11' - Beattie 89' | Chi tiết | - Arveladze 41' |

| Quần đảo Faroe | 0–2      | Ukraina                      |
| -------------- | -------- | ---------------------------- |
|                | Chi tiết | - Yezerskiy 20' - Husyev 57' |

| Litva | 0–1      | Pháp       |
| ----- | -------- | ---------- |
|       | Chi tiết | Anelka 73' |

| Ukraina    | 1–0      | Litva |
| ---------- | -------- | ----- |
| Husyev 47' | Chi tiết |       |

| Gruzia                                      | 3–1      | Quần đảo Faroe    |
| ------------------------------------------- | -------- | ----------------- |
| - Siradze 25' - Iashvili 46', 90+5' (ph.đ.) | Chi tiết | - R. Jacobsen 57' |

| Ý             | 2–0      | Scotland |
| ------------- | -------- | -------- |
| Toni 12', 70' | Chi tiết |          |

| Litva          | 1–0      | Gruzia |
| -------------- | -------- | ------ |
| Mikoliūnas 78' | Chi tiết |        |

| Pháp                      | 2–0      | Ukraina |
| ------------------------- | -------- | ------- |
| - Ribéry 57' - Anelka 71' | Chi tiết |         |

| Quần đảo Faroe  | 1–2      | Ý                |
| --------------- | -------- | ---------------- |
| R. Jacobsen 77' | Chi tiết | Inzaghi 12', 48' |

| Quần đảo Faroe | 0–2      | Scotland                     |
| -------------- | -------- | ---------------------------- |
|                | Chi tiết | - Maloney 31' - O'Connor 35' |

| Pháp      | 1–0      | Gruzia |
| --------- | -------- | ------ |
| Nasri 33' | Chi tiết |        |

| Litva | 0–2      | Ý                     |
| ----- | -------- | --------------------- |
|       | Chi tiết | Quagliarella 31', 45' |

| Scotland                                | 3–1      | Litva                    |
| --------------------------------------- | -------- | ------------------------ |
| - Boyd 31' - McManus 77' - McFadden 83' | Chi tiết | Danilevičius 61' (ph.đ.) |

| Gruzia      | 1–1      | Ukraina     |
| ----------- | -------- | ----------- |
| Siradze 87' | Chi tiết | Shelayev 7' |

| Ý | 0–0      | Pháp |
| - | -------- | ---- |
|   | Chi tiết |      |

| Litva                              | 2–1      | Quần đảo Faroe      |
| ---------------------------------- | -------- | ------------------- |
| - Jankauskas 8' - Danilevičius 52' | Chi tiết | - R. Jacobsen 90+3' |

| Ukraina        | 1–2      | Ý                  |
| -------------- | -------- | ------------------ |
| Shevchenko 71' | Chi tiết | Di Natale 41', 77' |

| Pháp | 0–1      | Scotland     |
| ---- | -------- | ------------ |
|      | Chi tiết | McFadden 64' |

| Scotland                                   | 3–1      | Ukraina          |
| ------------------------------------------ | -------- | ---------------- |
| - Miller 4' - McCulloch 10' - McFadden 68' | Chi tiết | - Shevchenko 24' |

| Quần đảo Faroe | 0–6      | Pháp                                                                    |
| -------------- | -------- | ----------------------------------------------------------------------- |
|                | Chi tiết | - Anelka 6' - Henry 8' - Benzema 50', 81' - Rothen 66' - Ben Arfa 90+4' |

| Ý                        | 2–0      | Gruzia |
| ------------------------ | -------- | ------ |
| - Pirlo 44' - Grosso 84' | Chi tiết |        |

| Ukraina                                                 | 5–0      | Quần đảo Faroe |
| ------------------------------------------------------- | -------- | -------------- |
| - Kalynychenko 40', 49' - Husyev 43', 45' - Vorobei 64' | Chi tiết |                |

| Gruzia                       | 2–0      | Scotland |
| ---------------------------- | -------- | -------- |
| Mchedlidze 16' · Siradze 64' | Chi tiết |          |

| Pháp           | 2–0      | Litva |
| -------------- | -------- | ----- |
| Henry 80', 81' | Chi tiết |       |

| Scotland       | 1–2      | Ý                         |
| -------------- | -------- | ------------------------- |
| - Ferguson 65' | Chi tiết | - Toni 2' - Panucci 90+1' |

| Litva                            | 2–0      | Ukraina |
| -------------------------------- | -------- | ------- |
| - Savėnas 41' - Danilevičius 67' | Chi tiết |         |

| Gruzia | 0–2      | Litva                  |
| ------ | -------- | ---------------------- |
|        | Chi tiết | Kšanavičius 52', 90+6' |

| Ý                                                   | 3–1      | Quần đảo Faroe    |
| --------------------------------------------------- | -------- | ----------------- |
| - Benjaminsen 11' (l.n.) - Toni 36' - Chiellini 41' | Chi tiết | - R. Jacobsen 83' |

| Ukraina                        | 2–2      | Pháp                    |
| ------------------------------ | -------- | ----------------------- |
| - Voronin 14' - Shevchenko 46' | Chi tiết | - Henry 20' - Govou 34' |

## Cầu thủ ghi bàn
Đã có 117 bàn thắng ghi được trong 42 trận đấu, trung bình 2.79 bàn thắng mỗi trận đấu.
6 bàn
- Thierry Henry

5 bàn
- Shota Arveladze
- Andriy Shevchenko
- Luca Toni

4 bàn
- Tomas Danilevičius
- Nicolas Anelka
- Rógvi Jacobsen
- Kris Boyd
- James McFadden
- Oleh Husyev

3 bàn
- Aleksandre Iashvili
- David Siradze
- Sidney Govou
- Kenny Miller
- Filippo Inzaghi

2 bàn
- Audrius Kšanavičius
- Karim Benzema
- Louis Saha
- David Trezeguet
- Garry O'Connor
- Maksym Kalynychenko
- Antonio Di Natale
- Fabio Quagliarella

1 bàn
- Giorgi Demetradze
- Levan Kobiashvili
- Levan Mchedlidze
- Davit Mujiri
- Giorgi Shashiashvili
- Edgaras Jankauskas
- Darius Miceika
- Saulius Mikoliūnas
- Mantas Savėnas
- Andrius Skerla
- Hatem Ben Arfa
- Florent Malouda
- Samir Nasri
- Franck Ribéry
- Jérôme Rothen
- Craig Beattie
- Gary Caldwell
- Christian Dailly
- Barry Ferguson
- Darren Fletcher
- Shaun Maloney
- Lee McCulloch
- Stephen McManus
- Oleksandr Kucher
- Ruslan Rotan
- Andriy Rusol
- Oleh Shelayev
- Andriy Vorobey
- Andriy Voronin
- Volodymyr Yezerskiy
- Mauro Camoranesi
- Giorgio Chiellini
- Daniele De Rossi
- Alberto Gilardino
- Fabio Grosso
- Massimo Oddo
- Christian Panucci
- Simone Perrotta
- Andrea Pirlo

1 bàn phản lưới nhà
- Malkhaz Asatiani (trong trận gặp Pháp)
- Fróði Benjaminsen (trong trận gặp Ý)